# 王匡 (1917年)
王匡（1917年8月？日—2003年12月14日），原名王卓培，男，广东东莞虎门人，中华人民共和国政治人物、出版家，曾任国家出版事业管理局局长，新华社香港分社第一社长，第五、六、七届全国政协委员。

## 生平
1917年，出生。
1931年，在东莞中学学习。
1937年，赴延安。1938年，入党。1941年，任中共中央研究院哲学研究室研究员。1944年，任江汉军区政治部宣传科长。
1945年，任新华社南京分社采访主任。1946年，任新华社临时总社国内部副主任。1949年，任新华通讯社华南总分社社长。
1952年，任南方日报社社长。1955年，中共中央华南分局宣传部部长。
1966年，“文化大革命”。
1976年，复职。1977年，任国家出版事业管理局局长。1978年，任中共港澳工委书记、新华通讯社香港分社第一社长。1983年，任国务院港澳办公室顾问。
2003年，去世。